# Vadym Prystajko
Vadym Volodymyrovyč Prystajko (in ucraino Вадим Володимирович Пристайко?; Odessa, 20 febbraio 1970) è un politico e diplomatico ucraino, ministro degli affari esteri dell'Ucraina dal 29 agosto 2019. al 20 marzo 2020
Fu viceministro degli affari esteri dell'Ucraina tra il 2014 e il 2019, ambasciatore dell'Ucraina in Canada tra il 2012 e il 2014 e ambasciatore dell'Ucraina presso la NATO tra il 2017 e il 2019. Nel maggio 2019 il presidente Volodymyr Zelens'kyj gli conferì l'incarico di vicecapo di gabinetto.

## Biografia
Prystajko è nato nel 1970 a Odessa, nell'allora Repubblica Socialista Sovietica Ucraina. In giovane età ha cambiato spesso scuola e residenza, abitando a Odessa, Kiev e Zaporizhia.
Suo padre, Volodymyr Illič Prystajko (1941–2008), fu tenente generale della giustizia e vicedirettore del Služba Bezpeky Ukrayiny (SBU), il Servizio di sicurezza dell'Ucraina; a partire dal 1991, dopo la caduta dell'Unione Sovietica, fece parte di una commissione che si occupava dell'adattamento delle leggi ucraine agli standard dell'UE.
Nel 1994 si laureò con lode presso il Dipartimento di Informatica del Politecnico di Kiev. Nel 1998 conseguì un master's degree presso l'Università statale ucraina di finanza e commercio internazionale. Parla fluentemente ucraino, russo e inglese.
Nel 1994 ottenne un incarico lavorativo presso il Ministero delle relazioni economiche estere dell'Ucraina, all'epoca molto impegnato nella negoziazione con l'Organizzazione mondiale del commercio denominata GATT, relativa alla questione delle tariffe doganali.
Nel 1997 fu trasferito nella sezione "economia" del Ministero degli affari esteri dell'Ucraina, dove cercò tra l'altro di incentivare gli scambi commerciali con i paesi asiatici. Nel 2000 divenne console a Sydney, in Australia, dove si occupò principalmente di questioni politiche ed economiche. Dal 2002 lavorò nel reparto di politica estera dell'amministrazione del presidente Leonid Kučma.
Nel 2007 ricoprì la carica di vicedirettore generale della NATO presso il ministero degli affari esteri. Nel 2009 divenne vicecapo della missione diplomatica presso l'ambasciata dell'Ucraina a Washington DC.
L'8 novembre 2012 fu nominato Ambasciatore dell'Ucraina in Canada dall'allora presidente Viktor Janukovyč. Rivestì anche il ruolo di rappresentante ucraino dell'Organizzazione internazionale dell'aviazione civile.
Nel dicembre 2014 ottenne l'incarico di vice ministro degli esteri.

### Ministro degli esteri
Nel mese di agosto venne nominato ministro degli esteri nel governo guidato da Oleksij Hončaruk. Successe a Pavlo Klimkin.
Durante il suo mandato lamentò il mancato rispetto degli accordi di Minsk da parte della Russia, per aver sostenuto militarmente il conflitto nel Donbass, attaccando le truppe ucraine e la popolazione civile. Chiese aiuto alla dipomazia europea per preservare l'integrità territoriale dell'Ucraina, sostenendo l'applicazione di sanzioni economiche nei confronti della Russia. Mise al centro della sua politica l'obiettivo strategico dell'integrazione europea ed euro-atlantica.

## Vita privata
È sposato con Inna Prystaiko.  Hanno due figli,  Volodymyr e Andrii.
Sportivo, è cintura nera nel Taekwondo.